# Дьяконово (Мяксинское сельское поселение)
Дьяконово — деревня в Череповецком районе Вологодской области.
Входит в состав Мяксинского сельского поселения (c 1 января 2006 по 30 мая 2013 года входила в Щетинское сельское поселение), с точки зрения административно-территориального деления — в Щетинский сельсовет.
Расстояние по автодороге до районного центра Череповца — 49 км, до центра муниципального образования Мяксы по прямой — 5 км. Ближайшие населённые пункты — Новая Свободка, Санниково, Добрынское.
По переписи 2002 года население — 12 человек.